# Anthony Lally
Anthony Lally (nascido em 26 de outubro de 1953) é um ex-ciclista irlandês que competiu no ciclismo nos Jogos Olímpicos de Verão de 1980, representando a Irlanda.